# Guy Coq
Pour les articles homonymes, voir Coq (homonymie).
Guy Coq, né en 1936, est un intellectuel français, agrégé de philosophie, spécialiste de philosophie de l'éducation et de la laïcité.

## Biographie
Guy Coq est né en 1936 dans une famille ouvrière. Il intègre l'école normale d'instituteur et obtient ensuite l'agrégation de philosophie.
Spécialiste de la philosophie de l'éducation, il a donné des cours à l'IUFM de Versailles, ainsi qu'à celui de Poitiers. Il a longtemps été membre du comité de rédaction de la revue Esprit et de l’Observatoire Foi et Culture.
Il est président d'honneur de l’association des amis d’Emmanuel Mounier, après en avoir été président pendant quinze ans et cofondateur de la Fondation du 2 mars.

## Défense de la laïcité
Il est auteur entre autres de Démocratie, religion, éducation (1993). Partisan de la laïcité, il entend montrer qu'elle n'est en rien incompatible avec l'éducation religieuse à l'école, du moment qu'elle laisse une place pleine et entière à la liberté de choix. Cela suppose une entrée philosophique dans l'étude de la religion. Chaque religion serait une réponse particulière à des questions existentielles qu'il suppose universelles.
Historiquement, Guy Coq a joué un rôle considérable dans le débat sur la laïcité ; il est l'un des concepteurs de la notion de laïcité ouverte, ce qui a conduit l'éducation nationale française à insuffler de la spiritualité dans l'école, du moins avant le tournant de la loi sur les signes religieux dans les écoles publiques françaises du 15 mars 2004 et le rapport Obin sur la mise en danger de la laïcité scolaire.

## Mobilisation contre le pacs et le mariage gay
Guy Coq fut l'un des intellectuels les plus critiques contre le Pacte civil de solidarité, puis l'un des opposants les plus radicaux à l'ouverture du droit au mariage pour les personnes de même sexe.

## Publications

### Tribunes et articles
Guy Coq publie régulièrement dans plusieurs journaux, dont les quotidiens Libération, Ouest France, Le Monde, Le Figaro, l'hebdomadaire Marianne ou encore la revue du Parti communiste français.

### Ouvrages
- Démocratie, religion, éducation, Mame, 1993, 303 p.
- Que m'est-il donc arrivé ? un trajet vers la foi, Ed. du Seuil, 1993, 183 p.
- Avec Karin Heller, La religion à l'école, Institut supérieur de pédagogie, Paris, 1995, 120 p.
- Laïcité et République, le Félin-Kiron, Paris, 2003², (Éd. du Félin, 1995), 334 p.
- Éloge de la culture scolaire, éditions Le Félin, 2003, 200 p.  (ISBN 2866455118)
- La laïcité, principe universel, le Félin-Kiron, Paris, 2005, 302 p.
- Dix propositions pour une école juste, Desclée de Brouwer, 2007, 148 p.
- Mounier / l'engagement politique, Éd. Michalon, Paris, 2008, 121 p.
- Inscription chrétienne dans une société sécularisée, Parole et silence, 2009, 213 p.
- sous la direction de Éric Favey & Guy Coq, Pour un enseignement laïque de la morale, Éd. Privat, Toulouse, 2014, 221 p.